# Bistum Florida
Das Bistum Florida (lateinisch Dioecesis Floridensis, spanisch Diócesis de Florida) ist ein römisch-katholisches Suffraganbistum in Uruguay mit Sitz in Florida. Der Diözesanbischof ist Martín Pablo Pérez Scremini.

## Geschichte
Das Bistum Florida wurde im Jahre 1955 errichtet. Die Bistumsgeschichte reicht bis zum Erzbistum Montevideo zurück, aus dem es territorial hervorging. Zuerst wurde es historisch  am 14. April 1879 unter der Namensgebung Bistum Melo errichtet. Danach am 11. August 1931 unter dem Namenszusatz Bistum Florida-Melo neu gegründet. Das entstandene Bistum Florida-Melo wurde, dann am 15. November 1955 geteilt, zeitgleich das Bistum Melo errichtet. Aus dem territorialen Bistumsgebiet von Florida ging am 22. Oktober 1960 wiederum das Bistum Tacuarembó hervor. Das heutige Bistum untersteht kirchenrechtlich dem Erzbistum Montevideo.

## Weblinks

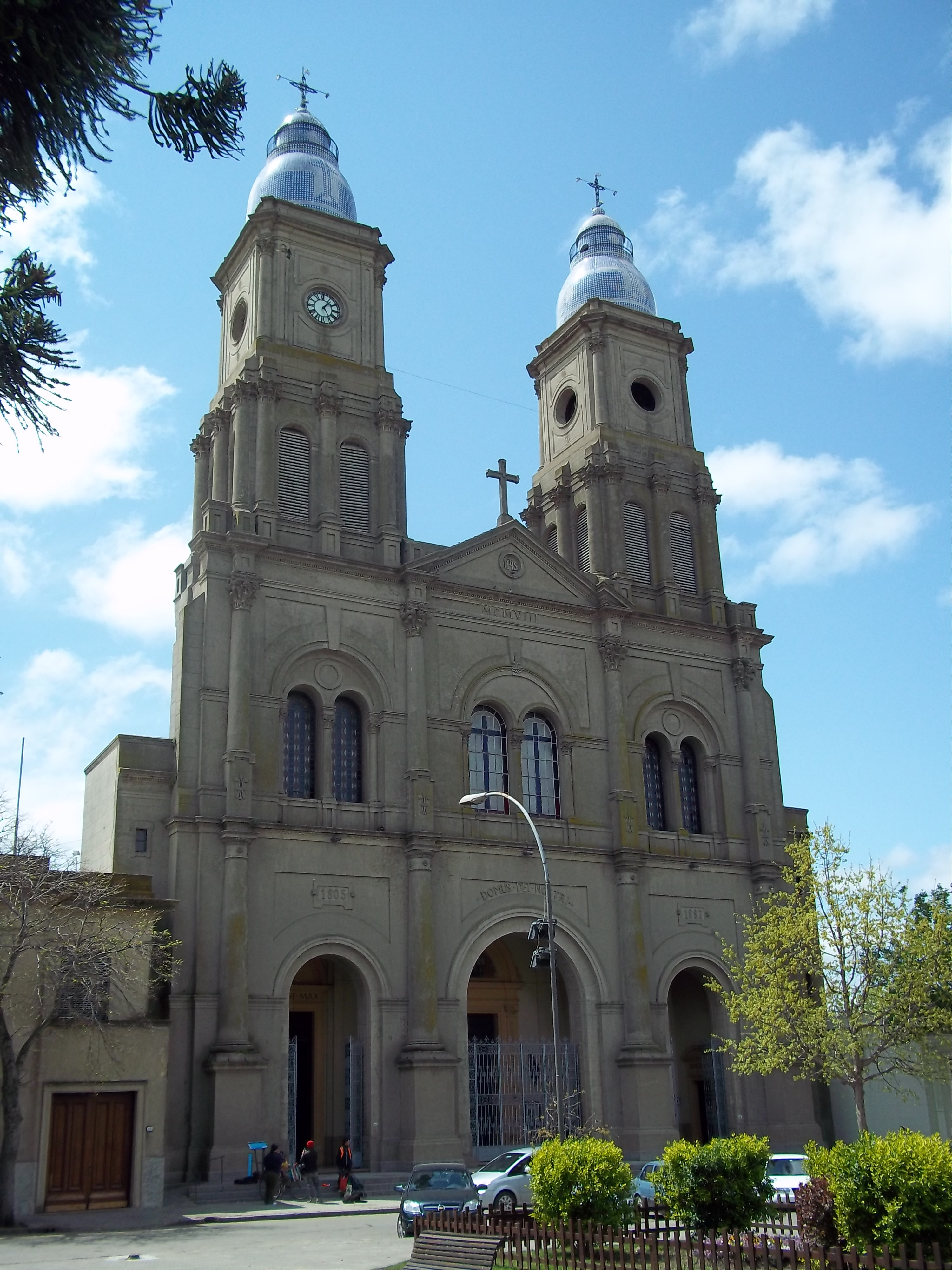
Nuestra Señora del Lujan